# Ханн, Крис
Крис Ханн (Chris Hann; род. 4 августа 1953, Кардифф) — британский социальный антрополог, также этнограф и историк. Профессор, доктор философии (1979), эмерит-директор Института социальной антропологии Общества Макса Планка, один из его директоров-основателей. Член Берлинско-Бранденбургской академии наук (2008) и Европейской академии (2018). Отмечен Rivers Memorial Medal (2015) и Huxley Memorial Medal (2019) — обеими от Королевского антропологического института. В 2020 году стал феллоу Learned Society of Wales и иностранным членом Польской академии искусств и наук.

## Биография и исследования
Родился и вырос в Уэльсе. Высшее образование получил в Оксфорде (бакалавр по политике, философии и экономике, 1974). Степень доктора философии по социальной антропологии получил в Кембридже. Остался там исследовательским феллоу в колледже Корпус-Кристи (занимался исследованиями Восточной Европы, выучит венгерский язык и будет проводить полевые работы в венгерской деревне Тазлар), позже стал лектором на кафедре социальной антропологии. С 1992 года профессор социальной антропологии в Кентском университете в Кентербери; остается там ныне почетным профессором. С 1999 года переехал в Германию, поступил в Общество Макса Планка, один из директоров-основателей и ныне эмерит-директор Института социальной антропологии Общества Макса Планка. Также почётный профессор в Университете Мартина Лютера в Галле-Виттенберге и Лейпцигском университете. Входит в топ-10 наиболее влиятельных современных антропологов по версии AcademicInfluence.com. Удостоился фестшрифта. Высказывался, что антропология является «пасынком европейской „современности“, даже когда она посвящает себя задаче документирования глобального социокультурного разнообразия, которое этой современности суждено ликвидировать».
Основные исследовательские интересы К. Ханна определились еще в студенческие годы; первые полевые исследования он проводил в сельских районах Венгрии и Польши. Затем с Ildikó Bellér-Hann работал на Черноморском побережье Турции, где в центре их внимания были мелкие фермеры. Знакомство с греко-католическим меньшинством в Польше ознаменует его религиоведческие интересы, затем распространящиеся на восточных христиан в целом. После 2006 года возобновил полевую работу — в Синьцзяне, где его группа изучает социальную поддержку и родственные связи в Китае и Вьетнаме. В целом К. Ханн ныне стремится к лучшему пониманию места Евразии в мировой истории. Он склонен отвергать ценностный континентальный разрыв между Европой и Азией, в отличие от наличествующего такового разрыва с другими регионами — например, с Северной Америкой. Сотрудничал с Томасом Хюлландом Эриксеном.
Его докторская диссертация стала и его первой крупной публикацией (1980).
Среди опубликованных работ: Turkish Region: State, Market and Social Identities on the East Black Sea Coast, Postsocialism: Ideals, Ideologies, and Practices in Eurasia; Galicia: A Multicultured Land. Также автор Repatriating Polanyi: Market Society in the Visegrád States (Central European University Press, 2019), The Great Dispossession. Uyghurs between Civilizations (LIT Verlag, 2020, в соавт. с Ildikó Bellér-Hann) и Economic Anthropology: History, Ethnography, Critique (Polity Press, 2011, в соавт. с Keith Hart).
Соредактор Market and Society. The Great Transformation Today (Cambridge University Press, 2011), а также Eastern Christians in Anthropological Perspective (May 2010).